# Olive Crane
Mary Olive Crane, née le 28 novembre 1957, est une femme politique canadienne. Elle est la cheffe du Parti progressiste-conservateur de l'Île-du-Prince-Édouard du 2 octobre 2010 au 31 janvier 2013. 
Elle représente la circonscription de Morell-Mermaid à l'Assemblée législative de l'Île-du-Prince-Édouard de l'élection partielle du 20 mars 2006 jusqu'au 4 mai 2015.